# Завершшя (Воронезька область)
Завершшя (рос. Завершье) — село у Острогозькому районі Воронезької області Російської Федерації.
Населення становить 123  особи. Входить до складу муніципального утворення Березовське сільське поселення.

## Історія
Населений пункт розташований у межах суцільної української етнічної території, частини Східної Слобожанщини. До Перших визвольних змагань належав до Воронезької губернії.
Згідно із законом від 15 жовтня 2004 року входить до складу муніципального утворення Березовське сільське поселення.

## Населення
| 1859 | 1900 | 2000 | 2005 | 2007 | 2009 | 2010 |
| ---- | ---- | ---- | ---- | ---- | ---- | ---- |
| 779  | ↗975 | ↘219 | ↘159 | ↘153 | ↘124 | ↘123 |